# Plouhinec (Finisterre)
 Plouhinec  (en bretón Ploeneg) es una población y comuna francesa, situada en la región de Bretaña, departamento de Finisterre, en el distrito de Quimper y cantón de Pont-Croix.

## Demografía
| 6036 | 5792 | 5361 | 4900 | 4524 | 4106 |
| Para los censos de 1962 a 1999 la población legal corresponde a la población sin duplicidades (Fuente: INSEE [Consultar]) |      |      |      |      |      |